# الدوري القطري 1993–94
إحصائيات دوري نجوم قطر في موسم 1993-94.

## نظرة عامة
حقق العربي لقب البطولة.